# Evangelische Kirche in Hessen und Nassau

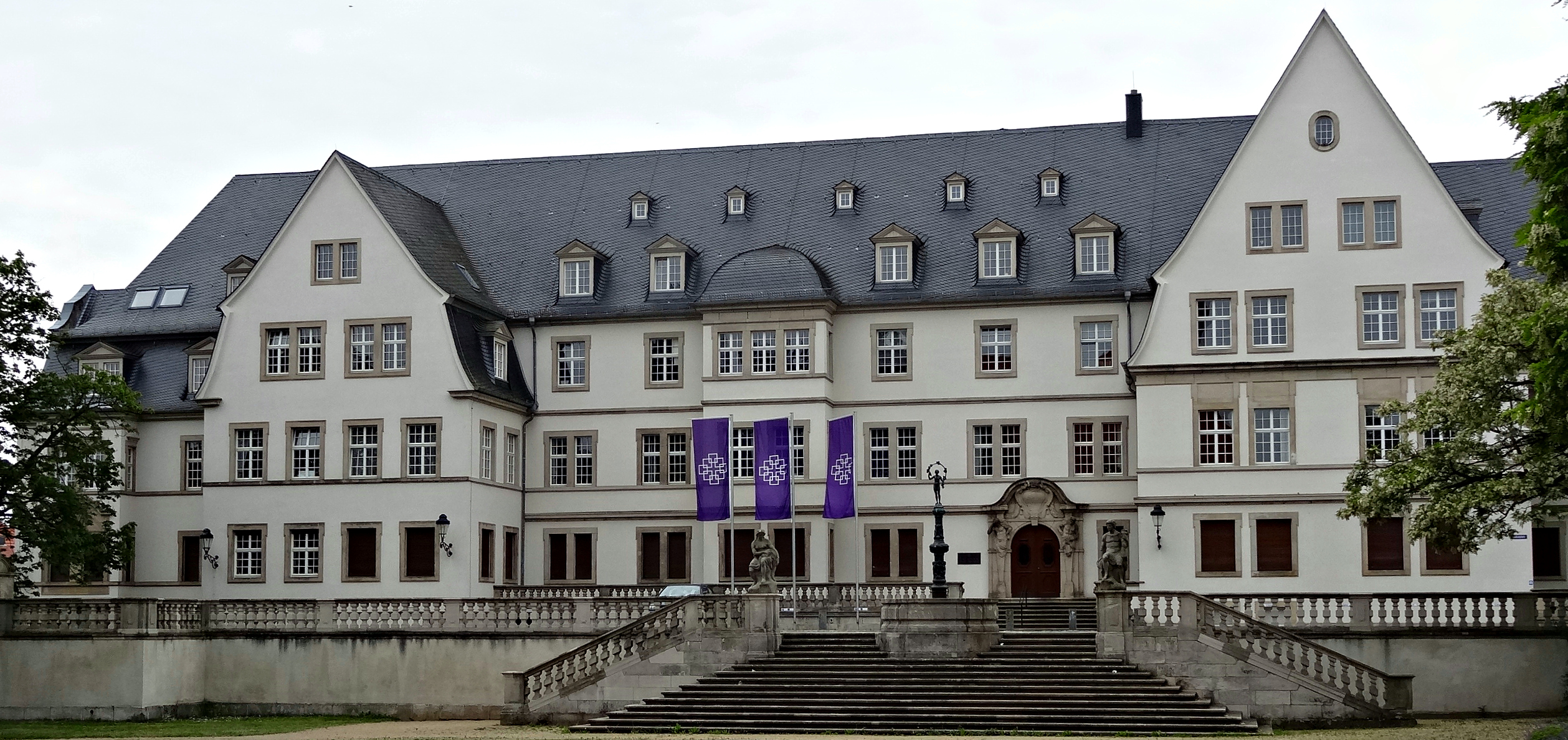
Sitz der Kirchenverwaltung der EKHN in Darmstadt

Die Evangelische Kirche in Hessen und Nassau (EKHN) mit Sitz in Darmstadt ist eine von 20 Gliedkirchen (Landeskirchen) der Evangelischen Kirche in Deutschland (EKD) und Mitglied der Konferenz der Kirchen am Rhein. Wie alle Landeskirchen ist sie eine Körperschaft des öffentlichen Rechts.
Die Kirche hat ca. 1,3 Millionen Gemeindeglieder (Stand 2023) in 1056 Kirchengemeinden und ist eine der unierten Kirchen innerhalb der EKD.
Die EKHN hatte bis 2010 mit dem Leitenden Geistlichen Amt ein kollegiales Bischofsamt, es wurde durch eine Änderung der Kirchenordnung mit der allgemeinen Kirchenleitung vereinigt. Es gibt keine Hauptkirchen der EKHN. Wichtige Predigtstätten sind die Pauluskirche in Darmstadt, die Katharinenkirche in Frankfurt am Main, die Marktkirche in Wiesbaden und die Christuskirche in Mainz.
Die Landeskirche unterhält unter anderem die Evangelische Akademie Frankfurt – gemeinsam mit dem evangelischen Regionalverband Frankfurt und Offenbach – und das Theologische Seminar in Herborn.

## Gebiet der Landeskirche
Das Gebiet der Evangelischen Kirche in Hessen und Nassau umfasst im Wesentlichen den südlichen Teil des heutigen Landes Hessen, die ehemaligen Regierungsbezirke Rheinhessen und Montabaur des Landes Rheinland-Pfalz sowie einige Gemeinden in Nordrhein-Westfalen. Es deckt sich mit den Territorien des Volksstaates Hessen (bis 1918 Großherzogtum Hessen) sowie des Regierungsbezirkes Wiesbaden der preußischen Provinz Hessen-Nassau, der 1867 aus dem ehemaligen Herzogtum Nassau (Hauptstadt Wiesbaden), der ehemaligen Freien Stadt Frankfurt am Main und der Landgrafschaft Hessen-Homburg gebildet worden war.

## Bekenntnis
Die Evangelische Kirche in Hessen und Nassau bezeugt ihren Glauben durch die altkirchlichen Bekenntnisse und die Augsburgische Konfession, unbeschadet der in den einzelnen Gemeinden geltenden lutherischen, reformierten und unierten Bekenntnisschriften. Sie bekennt sich zu der Theologischen Erklärung von Barmen. Die Landeskirche fasst Gebiete zusammen, in denen die Reformation nach unterschiedlichen Bekenntnissen eingeführt wurde. Während dies in der Landgrafschaft Hessen-Darmstadt unter Einfluss von Martin Luther und Philipp Melanchthon geschah, haben sich die nassauischen Territorien und einige andere eher an Ulrich Zwingli und Johannes Calvin orientiert. Diese unterschiedlichen Traditionen und die in Rheinhessen und im Herzogtum Nassau vollzogene Union sind erhalten geblieben, als sich lutherische, reformierte und unierte Gemeinden in der EKHN zu einer Kirche zusammenfanden.

## Geschichte

### Geschichte der Vorgängerkirchen
Die EKHN entstand durch den Zusammenschluss von drei Landeskirchen, die jeweils ihre eigene Geschichte haben.

#### Evangelische Landeskirche in Hessen
Die Geschichte der Evangelischen Landeskirche in Hessen ist untrennbar mit der Geschichte der Landgrafschaft Hessen bzw. der Geschichte der Landgrafschaft Hessen-Darmstadt und seiner Nachfolgestaaten verbunden.
In der Landgrafschaft Hessen war schon ab 1526 unter Landgraf Philipp dem Großmütigen die Reformation nach Vorbild Martin Luthers eingeführt worden. Nach der Landesteilung von 1567 gaben sich die hessischen Kirchen 1574 noch eine gemeinsame Kirchenordnung, entwickelten sich jedoch in der Folgezeit auseinander. In Hessen-Kassel nahmen unter Einfluss des Herrscherhauses etliche Gemeinden das reformierte Bekenntnis an; an der Universität Marburg wurde reformiert gelehrt. In Hessen-Darmstadt setzte sich dagegen die lutherische Orthodoxie durch, mit der 1607 gegründeten Universität Gießen als Zentrum. 1668 wurde eine kirchliche Verwaltungsbehörde, das Konsistorium mit Sitz in Darmstadt, gegründet.
1806 wurde die Landgrafschaft zum Großherzogtum Hessen umgewandelt und gewann in der napoleonischen Ära etliche Gebiete hinzu, 1816 auch die Provinz Rheinhessen. Dort wurde 1822 eine Union zwischen Lutheranern und Reformierten durchgeführt. Außerhalb Rheinhessens gaben sich einzelne Gemeinden ein Unionsbekenntnis, andere blieben lutherisch oder reformiert. 1832 wurde zwar für alle Gemeinden ein gemeinsames Oberkonsistorium in Darmstadt gebildet, das aber lediglich die organisatorische Einheit der Konfessionen brachte. 1874 erhielt die Landeskirche eine Verfassung mit presbyterial-synodalen Elementen nach dem Vorbild der Rheinisch-Westfälischen Kirchenordnung von 1835. Die Landessynode übte die kirchliche Gesetzgebung in Gemeinschaft mit dem Landesherrn aus, der „summus episcopus“ blieb.
Nach der Umwandlung des Großherzogtums in den Volksstaat Hessen  (1918) wurde die Verfassung entsprechend angepasst (1922); die landesherrliche Kirchengewalt ging nun auf die Synode, den sogenannten Landeskirchentag, über. Der geistliche Leiter der Landeskirche trug den Titel Prälat; die drei Superintendenturen in Darmstadt (Starkenburg), Mainz (Rheinhessen) und Gießen (Oberhessen) bestanden fort.

#### Evangelische Landeskirche in Nassau
Die Geschichte der Evangelischen Landeskirche in Nassau ist untrennbar mit derjenigen des Herzogtums Nassau bzw. seiner Vorläuferterritorien verbunden. Die Herrscher der verschiedenen nassauischen Territorien gingen zur Reformation über und gestalteten die jeweiligen Kirchen nach 1529 entsprechend um. Nassau-Usingen und Nassau-Weilburg blieben lutherisch, während unter Graf Johann VI. (1559–1606) in Nassau-Dillenburg das reformierte Bekenntnis eingeführt wurde. Die 1584 gegründete Hohe Schule in Herborn wurde zu einer der wichtigsten Ausbildungsstätten reformierter Theologen und zu einem Ausstrahlungspunkt reformierter Theologie.
Der Reichsdeputationshauptschluss (1803) und die nachnapoleonische Neuordnung der deutschen Territorien (1814/15) führte Nassau-Dillenburg (ohne das Siegerland), Nassau-Weilburg und weitere Gebiete zum Herzogtum Nassau zusammen, dessen Einwohnerschaft nun neben einem beträchtlichen katholischen Anteil zu etwa gleichen Teilen aus lutherischen und reformierten Protestanten bestand.
Auf einer Synode am 5. August 1817 in Idstein wurde einstimmig die Vereinigung beider Konfessionen zu einer „evangelisch-christlichen Kirche“ beschlossen und am 11. August 1817 durch herzogliches Edikt angeordnet. Damit ist die Union von Nassau die erste Union in Deutschland. Anders als die durch den Landesherrn durchgesetzte Preußische Union war die Nassauer Union unter breiter Beteiligung der Geistlichkeit im Konsens zustande gekommen und führte daher auch nicht zu Separationen unzufriedener Gemeinden. Die geistliche Leitung der unierten Kirche nahmen zunächst die im Amt verbliebenen Generalsuperintendenten Friedrich Giesse (reformiert) und Georg Emmanuel Christian Theodor Müller (lutherisch) gemeinsam wahr. Als Giesse 1827 sein Amt aus gesundheitlichen Gründen aufgeben musste, wurde Müller alleiniger „evangelischer Landesbischof“ von Nassau.
Im Jahr 1866 wurde das Herzogtum Nassau von Preußen annektiert. Die Nassauische Kirche wurde aber nicht in die Preußische Landeskirche eingegliedert, sondern blieb – unter Oberaufsicht des Königs von Preußen – selbständig. 1867 wurde in Wiesbaden ein Konsistorium gebildet, das neben den nassauischen Territorien auch das lutherische Hessische Hinterland (Gladenbach, Biedenkopf) umfasste sowie das ebenfalls an Preußen gelangte Hauptgebiet von Hessen-Homburg und damit dem preußischen Regierungsbezirk Wiesbaden ohne den Stadtkreis Frankfurt am Main entsprach. Die geistlichen Leiter der Kirche trugen nach dem Tod von Landesbischof Wilhelmi (1882) wieder den Titel Generalsuperintendent und wurden auf Vorschlag eines Synodalausschusses vom preußischen König ernannt. 1878 erhielt Nassau eine Kirchenverfassung mit presbyterial-synodalen Elementen nach Vorbild der Rheinisch-Westfälischen Kirchenordnung von 1835.
Nach Ende des landesherrlichen Kirchenregiments (1918) wurde die Kirchenverfassung so modifiziert (1922–1925), dass die landesherrliche Kirchengewalt nun vom Landeskirchentag, d. h. der Synode, wahrgenommen wurde. Das bisher vom Wiesbadener Konsistorium verwaltete Kirchengebiet wurde zur „Evangelischen Landeskirche in Nassau“; ihr geistlicher Leiter trug seit 1922 wieder den Titel „Landesbischof“.

#### Evangelische Landeskirche Frankfurt am Main
Die Evangelische Landeskirche Frankfurt am Main, bis 1922 Evangelische Kirche im Konsistorialbezirk Frankfurt am Main, war aus der lutherischen und den beiden reformierten Kirchengemeinden der Freien Stadt Frankfurt hervorgegangen.
1533 führte der Rat die lutherische Reformation in Frankfurt ein. 1536 schloss sich die Stadt dem Schmalkaldischen Bund an und trat der Wittenberger Konkordie bei. Nach 1554 fanden reformierte Glaubensflüchtlinge Aufnahme in der Stadt, auf die eine deutsch-reformierte und eine französisch-reformierte Gemeinde in Frankfurt zurückgehen. Trotz Repressalien des lutherischen Rats und der lutherischen Geistlichkeit blieben beide Gemeinden erhalten. Erst 1787 wurde ihnen der Bau eigener Bethäuser innerhalb der Stadtmauern erlaubt. Erst nach dem Ende des Heiligen römischen Reichs deutscher Nation 1806 erhielten die reformierten und katholischen Konfessionen unter Fürstprimas Karl Theodor von Dalberg die volle Gleichstellung mit der lutherischen Kirche.
In den Jahren 1666 bis 1686 wirkte in Frankfurt der bedeutende lutherische Pietist Philipp Jakob Spener. Als Senior stand er dem Predigerministerium der Stadt vor. 1675 verfasste er in Frankfurt seine Reformschrift Pia desideria, die zu einer der maßgeblichen Programmschriften des lutherischen Pietismus wurde. Nachdem es zur Bildung pietistisch-separatistischer Zirkel gekommen war (Saalhofpietisten), verließ Spener 1686 die Stadt.
1815 erhielt die Freie Stadt Frankfurt ihre Souveränität zurück. Ihre Verfassung, die Konstitutionsergänzungsakte von 1816, unterstellte alle Kirchen dem städtischen Senat, der als Aufsichtsgremien 1817 ein lutherisches Konsistorium und 1820 auch ein reformiertes Konsistorium bildete. Die Besoldung der zwölf lutherischen Geistlichen sowie den Unterhalt der sechs evangelischen Kirchen und der kirchlichen Schulen regelte der 1830 erlassene Dotationsvertrag.
1848 fand in Frankfurt die Frankfurter Nationalversammlung statt. Die Kirche hatte dafür die Paulskirche zur Verfügung gestellt. In der Folge der Paulskirchenversammlung wurde in Frankfurt die allgemeine Religionsfreiheit hergestellt; binnen kurzer Zeit gründeten sich eine katholisch-apostolische (1851), eine baptistische (1851), eine methodistische (1851) sowie eine altlutherische Gemeinde (1851).
1866 verlor Frankfurt seine staatliche Souveränität und fiel an Preußen. In längeren Verhandlungen konnte die kirchliche Unabhängigkeit weitgehend sichergestellt werden. 1899 bekam Frankfurt mit der Kirchengemeinde- und Synodalordnung eine neue Kirchenverfassung, nach welcher die lutherischen und die beiden reformierten Gemeinden erstmals durch ein gemeinsames „Königliches Konsistorium“ verwaltet wurden, ohne dass es zu einer Bekenntnisunion kam.
Auch bei der Anpassung der Kirchenverfassung im Jahr 1922 nach Wegfall des preußischen Kirchenregiments gab es keine konfessionelle Union. Die Kirchengemeinden im Konsistorialbezirk Frankfurt bildeten nun eine eigene Landeskirche unter der Bezeichnung Evangelische Landeskirche in Frankfurt am Main. Aufgrund der zahlreichen Eingemeindungen seit 1895 deckte das Gebiet der Landeskirche nur einen Teil des Stadtgebietes ab. 1928 kamen mit Übertragung des Kirchenkreises Bockenheim von der Evangelischen Landeskirche in Hessen-Kassel an die Evangelische Kirche in Frankfurt auch unierte Gemeinden zur Landeskirche. 1929 bildeten die lutherischen, unierten und die beiden reformierten Gemeinden eine Finanz- und Verwaltungsunion (bei Wahrung der überkommenen Rechte der Einzelgemeinden).
Bei der Frankfurter Konstruktion einer Verwaltungsunion bei weitgehenden Rechten der konfessionellen Einzelgemeinden konnte es keinen gemeinsamen geistlichen Leiter der Landeskirche geben. Die Repräsentation der Landeskirche nach außen nahm der Präsident der Landeskirchenversammlung, d. h. der Frankfurter Synode, wahr. Von 1925 bis 1932 hatte D. Richard Schulin diese Funktion inne. Große Außenwirkung erzielte auch sein Stellvertreter, Landeskirchenrat Johannes Kübel.
Im Jahr 1933 vereinigte sich die Landeskirche Frankfurt mit der Evangelischen Landeskirche in Nassau und der Evangelischen Landeskirche in Hessen. Innerhalb der Landeskirche bildete Frankfurt bis zum Jahr 2000 eine eigene Propstei.

### Gründung der Evangelischen Landeskirche Nassau-Hessen
Seit 1926 war in der „Marburger Konferenz“ über einen Zusammenschluss von fünf Landeskirchen beraten worden: der Evangelischen Landeskirche in Hessen-Kassel, der Evangelischen Landeskirche in Hessen, der Evangelischen Landeskirche Frankfurt am Main, der Evangelischen Landeskirche in Nassau sowie der Evangelischen Landeskirche in Waldeck. 1932 hatte die Marburger Konferenz einen Plan zur Vereinigung der fünf Kirchen vorgelegt. Durch die Machtübernahme der Nationalsozialisten und die daraus folgenden kirchenpolitischen Verwerfungen wurde dieser Plan aber nie umgesetzt. Stattdessen beschlossen am 12. September 1933 getrennt tagende Synoden der drei südlichen Kirchen (Hessen-Darmstadt, Nassau, Frankfurt am Main), deren Gebiet den größten Teil des NSDAP-Gaus Hessen-Nassau umfasste, einen Zusammenschluss, ohne Hessen-Kassel (Kurhessen) und Waldeck, und gaben sich eine vom Führerprinzip geprägte Kirchenverfassung. Die vereinigte Landeskirche hatte den Namen „Evangelische Landeskirche Nassau-Hessen“.
Die erste gemeinsame Synode der neuen Landeskirche fand am 28. November 1933 in Mainz statt. Am 6. Februar 1934 berief Reichsbischof Müller mit Ernst Ludwig Dietrich einen Vertreter der Deutschen Christen zum ersten Landesbischof. Mit Kirchengesetz vom 10. Februar 1934 führte die Landeskirche den sogenannten Arierparagraphen ein, mit dem Menschen jüdischer Abstammung vom Pfarramt und der Beamtenlaufbahn in der Kirchenverwaltung ausgeschlossen wurden. Mit einem weiteren Kirchengesetz gleichen Datums wurden fünf Propsteibezirke eingerichtet: Nassau, Frankfurt am Main, Oberhessen, Starkenburg und Rheinhessen. Oberhessen, Starkenburg und Rheinhessen waren bis dahin Superintendenturen gewesen. Die aus den Landeskirchen Hessen-Darmstadt und Nassau überkommene mittlere Ebene der Dekanate wurde beibehalten; im April wurden die dann 39 Dekanate neu gegliedert.
Gegen den nach dem Führerprinzip handelnden Landesbischof regte sich bald Widerstand (Kirchenkampf). Obwohl Ernst Ludwig Dietrich bis 1945 im Amt blieb, wurde er de facto entmachtet: Die Geschäfte der Landeskirche wurden von 1935 bis 1937 durch einen „Landeskirchenrat“ unter Vorsitz von Rudolf Zentgraf wahrgenommen. 1937 bis 1945 wurde Hessen-Nassau durch den der NS-Ideologie zuverlässigen Paul Kipper als Kirchenpräsidenten des Landeskirchenamtes geleitet, der vom Reichskirchenminister „die alleinige Vollmacht zur Leitung der Kirche“ erhalten hatte (sog. Ein-Mann-Kirche).
Aus dem „Gesetz- und Verordnungsblatt“ dieser Kirche stammt eine offizielle Aussage zu den Juden und ihrer laufenden Verfolgung:

„Bekanntmachung über die kirchliche Stellung evangelischer Juden vom 17. Dezember 1941: Die nationalsozialistische deutsche Führung hat mit zahlreichen Dokumenten unwiderleglich bewiesen, daß dieser Krieg in seinen weltweiten Ausmaßen von den Juden angezettelt worden ist. Sie hat deshalb im Innern wie nach außen die zur Sicherung des deutschen Lebens notwendigen Entscheidungen und Maßnahmen gegen das Judentum getroffen. Als Glieder der deutschen Volksgemeinschaft stehen die unterzeichneten deutschen evang. Landeskirchen in der Front dieses historischen Abwehrkampfes, der u. a. die Reichspolizei-Verordnung über die Kennzeichnung der Juden als der geborenen Welt- und Reichsfeinde notwendig gemacht hat, wie schon Dr. Martin Luther nach bitteren Erfahrungen die Forderung erhob, schärfste Maßnahmen gegen die Juden zu ergreifen und sie aus deutschen Landen auszuweisen. Von der Kreuzigung Christi bis zum heutigen Tage haben die Juden das Christentum bekämpft oder zur Erreichung ihrer eigennützigen Ziele mißbraucht und verfälscht. Durch die christliche Taufe wird an der rassischen Eigenart eines Juden, seiner Volkszugehörigkeit und seinem biologischen Sein nichts geändert. Eine deutsche evangelische Kirche hat das religiöse Leben deutscher Volksgenossen zu fördern. Rassejüdische Christen haben in ihr keinen Raum und kein Recht. Die unterzeichneten deutschen evangelischen Kirchenleiter haben deshalb jegliche Gemeinschaft mit Judenchristen aufgehoben. Sie sind entschlossen, keinerlei Einflüsse jüdischen Geistes auf das deutsche religiöse und kirchliche Leben zu dulden.“

Landesbischöfe der ELKNH waren
- 1934–1945: Ernst Ludwig Dietrich, Landesbischof als Vorsitzender des Landeskirchenrates
- 1945–1947: August Kortheuer, Vorsitzender der vorläufigen Leitung der Evangelischen Landeskirche Nassau-Hessen

### Die Evangelische Kirche in Hessen und Nassau seit 1947

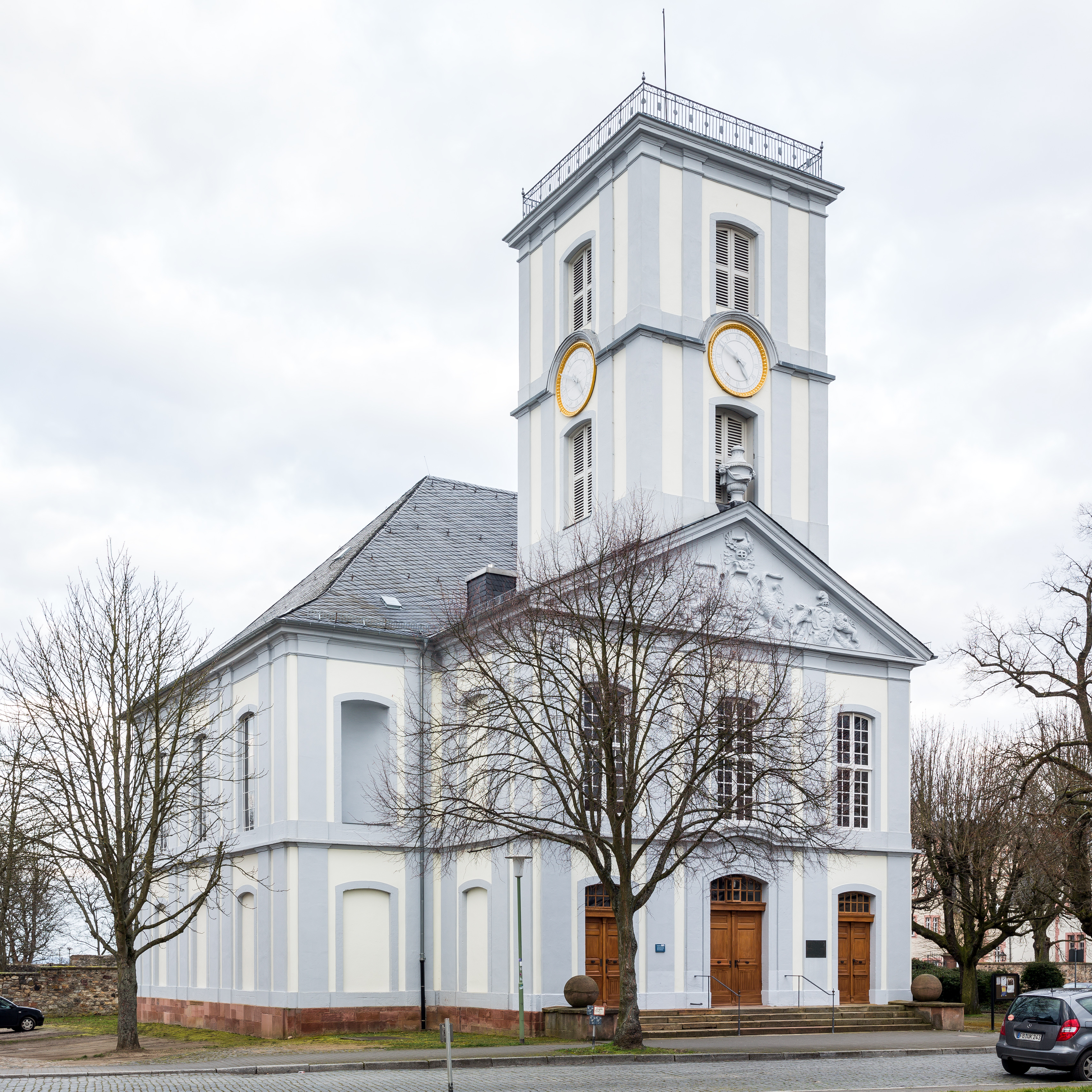
Die Burgkirche in Friedberg war 1947 Gründungsort der Evangelischen Kirche in Hessen und Nassau

Nach dem Zusammenbruch des „Dritten Reiches“ herrschte Unsicherheit darüber, ob die Fusion der drei Kirchen fortbestehe. Obwohl der Wille dazu bestand, bildeten die drei Landeskirchen zunächst drei getrennte vorläufige Kirchenleitungen. Rechtssicherheit stellte dann der Beschluss einer gemeinsamen Synode am 30. September 1947 in Friedberg her: „Der Kirchentag [= Synode] … bestätigt den Zusammenschluss … kirchlich und rechtlich. Die Kirche trägt den Namen: Evangelische Kirche in Hessen und Nassau“. Damit trat die „Evangelische Kirche in Hessen und Nassau“ in die Rechtsnachfolge der 1933 gegründeten „Evangelischen Landeskirche Nassau-Hessen“.
1949 führte die EKHN für ihr Gesamtgebiet als zweite Landeskirche in der EKD die Frauenordination für unverheiratete Theologinnen ein, nachdem dies bereits seit 1930 in der Evangelischen Landeskirche in Nassau möglich war. 1959 wurde das Gemeindepfarramt für Frauen geöffnet, ab 1969 durften auch verheiratete Pfarrerinnen ihren Dienst ausüben. Seit 1971 sind Frauen und Männer im pfarramtlichen Dienst gleichgestellt.
2002 erlaubte die Kirchensynode der EKHN die Segnung gleichgeschlechtlicher Paare. Mit der Änderung der Lebensordnung 2013 wurde die Segnung der Trauung weitgehend gleichgestellt. Pfarrer und Kirchenvorstände können für sich bzw. ihre Gemeinde die Durchführung von Segnungen aus Gewissensgründen ablehnen. Der sexuelle Missbrauch in der Evangelischen Kirche in Deutschland betrifft auch die EKHN. 2023, gut zwei Jahrzehnte, nachdem der von Pfarrer Arnulf Zitelmann verübte Missbrauch in Kreisen der EKHN bekannt geworden war, zahlte sie 130.000 EUR als Entschädigung, der – soweit bekannt – höchste Betrag, der bisher in der Evangelischen Kirche in Deutschland in einem solchen Fall bewilligt worden war.

## Leitung und Verwaltung der Landeskirche

### Kirchenpräsident

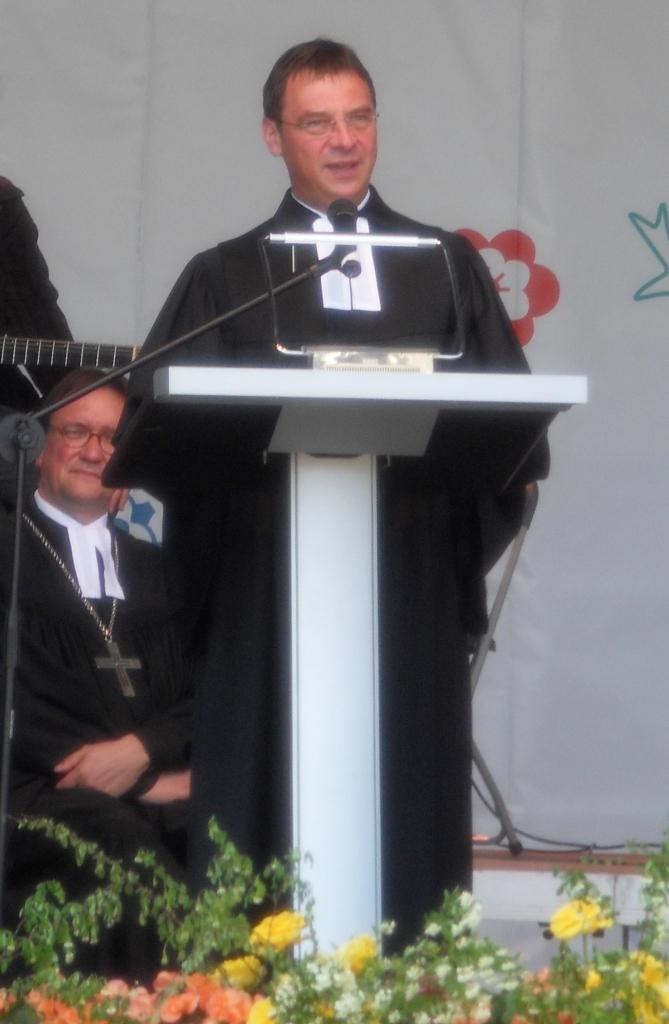
Volker Jung, seit dem 1. Januar 2009 amtierender Kirchenpräsident der EKHN

Organe der EKHN sind die Kirchensynode, die Kirchenleitung und der Kirchenpräsident, der von der Landessynode auf acht Jahre gewählt wird. In der Regel soll der Kirchenpräsident mit der Vollendung seines 65. Lebensjahres in den Ruhestand eintreten.
- 1947–1964: Martin Niemöller
- 1964–1968: Wolfgang Sucker
- 1969–1985: Helmut Hild
- 1985–1992: Helmut Spengler
- 1993–2008: Peter Steinacker
- 2009–2025: Volker Jung
- ab 1. Februar 2025: Christiane Tietz[12]

Der Kirchenpräsident hat seinen Amtssitz in Darmstadt in der Kirchenverwaltung der EKHN. Er ist Vorsitzender der Kirchenleitung, die ferner aus der Stellvertreterin des Kirchenpräsidenten, Ulrike Scherf, den fünf Pröpsten, dem Leiter der Kirchenverwaltung, seit 2010 Oberkirchenrat Heinz Thomas Striegler, zwei Mitgliedern des Kirchensynodalvorstands und zwei bis vier von der Synode gewählten Gemeindegliedern sowie (mit beratender Stimme) den vier (Stand 1/2019) Dezernenten der Kirchenverwaltung besteht. Der Vorstandsvorsitzende der Diakonie Hessen ist ständiger Gast. Die Kirchenleitung vertritt und verwaltet die Kirche im Auftrag der Kirchensynode und führt deren Beschlüsse aus. Dazu kann sie Rechts- und Verwaltungsverordnungen erlassen. Außerdem führt die Kirchenleitung die Aufsicht über die kirchlichen Körperschaften und deren Mitarbeiter.
Das Leitende Geistliche Amt, als kollektives Bischofsamt eine Besonderheit der EKHN, wurde mit der von der Kirchensynode im Februar 2010 beschlossenen Neufassung der Kirchenordnung abgeschafft.

### Kirchensynode

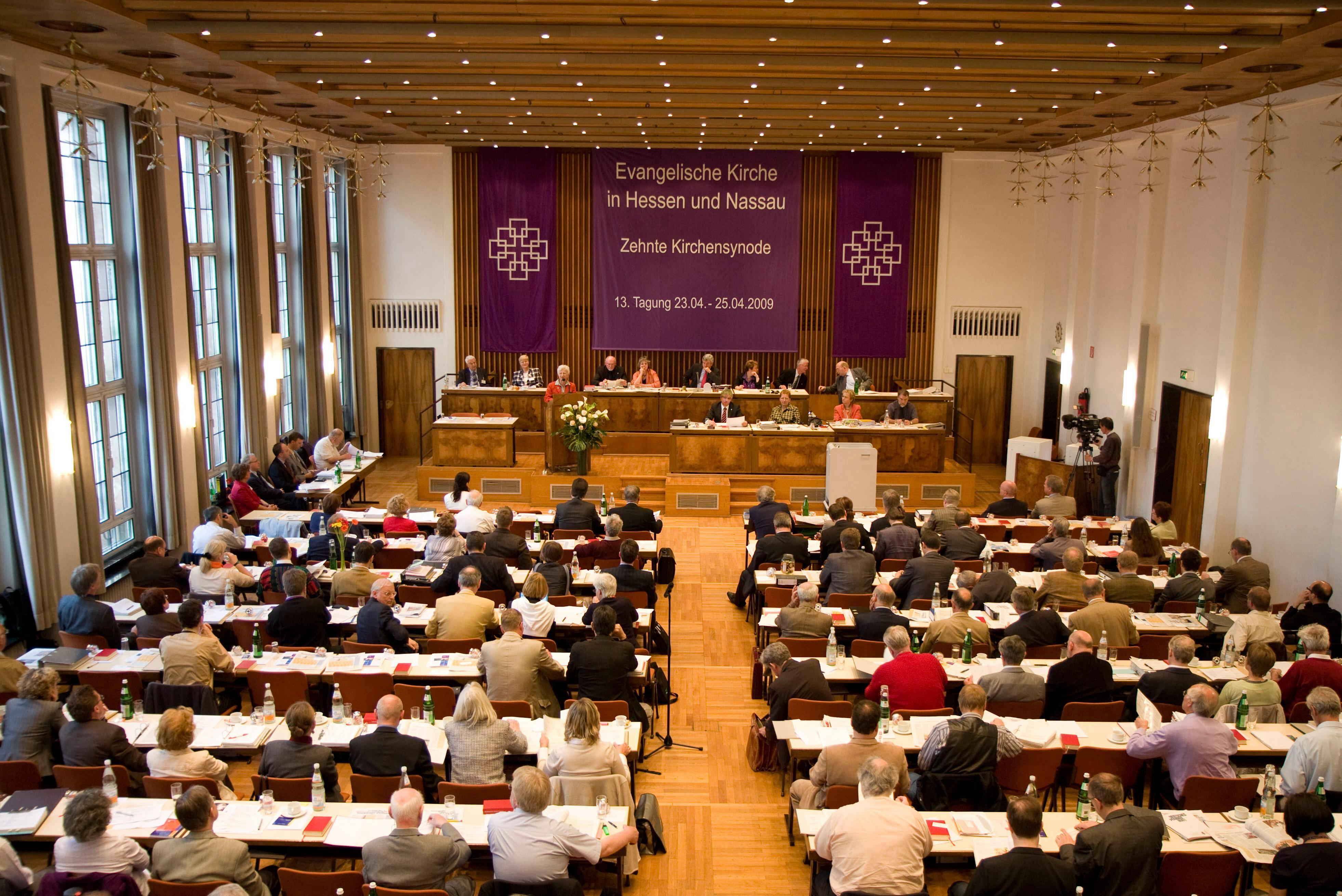
Zehnte Kirchensynode Ende April 2009

Das oberste beschlussfassende Organ der EKHN ist die Kirchensynode. Der Dreizehnten Kirchensynode (Mai 2022 bis 2028) gehören insgesamt 120 Mitglieder an. 109 Kirchensynodale sind dabei gewählt. Weitere neun Synodale wurden wegen ihrer besonderen Kenntnisse berufen. Zusätzlich setzt sich die Synode aus jeweils einem berufenen Mitglied der Evangelisch-reformierten Stadtsynode und des Reformierten Konvents zusammen. Hinzu kommen fünf Jugenddelegierte, die Rede- und Antragsrecht haben. Sie tagt zwei- bis dreimal im Jahr, in der Regel im Dominikanerkloster Frankfurt am Main. Sie ist maßgebend für die geistliche Leitung und kirchliche Ordnung der Gesamtkirche und vertritt grundsätzlich auch die Kirche nach außen. Sie entscheidet in wesentlichen theologischen, rechtlichen, finanziellen und personellen Angelegenheiten von gesamtkirchlicher Bedeutung.
Leitungsgremium der Kirchensynode ist der Kirchensynodalvorstand, dessen Vorsitzender der oder die Präses ist. Gemäß der Wortbedeutung ist der Präses Vorsitzender, in der EKD und den Landeskirchen in der Regel der jeweiligen Synoden. In der Evangelischen Kirche im Rheinland und der Evangelischen Kirche von Westfalen ist der Präses zugleich leitender Geistlicher, also die Funktion, die in anderen Landeskirchen eher dem Landesbischof bzw. dem Kirchenpräsidenten entspricht. In anderen Landeskirchen, wie z. B. der Evangelischen Kirche in Hessen und Nassau, ist der Synodenvorsitz und damit das Präsesamt das Ehrenamt einer nicht-ordinierten Person. In einigen presbyterial verfassten Gemeinden wird der leitende Ausschuss des Presbyteriums auch Präsesrunde genannt. Am 19. Mai 2022 wurde Birgit Pfeiffer als erste Frau in der Geschichte der EKHN zur Präses der Kirchensynode gewählt. Ihre Vorgänger waren Hans Wilhelmi (1947–1969), Otto Rudolf Kissel (1969–1986), Helmut Gärtner (1986–1994), Karl Heinrich Schäfer (1994–2010) und Ulrich Oelschläger (2010–2022).

### Propsteien

Ebenen und Organe gemäß der Kirchenordnung der EKHN

Die Propsteien sind geistliche Aufsichtsbezirke, die jeweils einem Propst bzw. einer Pröpstin unterstehen. Deren Aufgaben sind insbesondere die Beratung der Kirchengemeinden bei der Pfarrstellenbesetzung, die Begleitung und Förderung der Pfarramtskandidaten, die Ordination und Einführung von Pfarrern, die Visitation von Gemeinden und die Dienstaufsicht über die Dekane. Die Pröpste werden von der Kirchensynode gewählt. Bis zum Jahr 2000 bildeten sie mit dem Kirchenpräsidenten und seinem Stellvertreter als Leitendes Geistliches Amt ein kollektives Bischofsamt; seitdem sind sie Mitglieder der Kirchenleitung.
Seit der Neugründung 1947 gab es in der EKHN sechs Propsteien; durch die Teilung der Propstei Starkenburg kam am 1. Januar 1967 eine siebte hinzu. 2000 wurden die damaligen Propsteien Nord-Starkenburg mit Sitz in Offenbach und Frankfurt zur neuen Propstei Rhein-Main mit Sitz Frankfurt am Main zusammengelegt.
2015 beschloss die Kirchensynode die Neuordnung der Propsteibezirke und die Auflösung der Propstei Süd-Nassau zum 31. Dezember 2017. Die Dekanate Hochtaunus, Kronberg, Rheingau‐Taunus und Wiesbaden aus Süd-Nassau kamen zur Propstei Rhein-Main, die ihrerseits die Dekanate Groß-Gerau-Rüsselsheim, Dreieich und Rodgau an die Propstei Starkenburg abgab; das Dekanat Nassauer Land kam zur umbenannten Propstei Rheinhessen und Rhein-Lahn (seit 2017 Rheinhessen und Nassauer Land). Somit bestehen seit 1. Januar 2018 die fünf Propsteien
- Nord-Nassau mit Sitz in Herborn,
- Oberhessen mit Sitz in Gießen,
- Rheinhessen und Nassauer Land mit Sitz in Mainz,
- Starkenburg (früher Süd-Starkenburg) mit Sitz in Darmstadt und
- Rhein-Main mit Sitz in Wiesbaden.[26]

### Dekanate
Die Kirchengemeinden eines räumlich zusammenhängenden Gebietes bilden ein Dekanat. Nach der Kirchenordnung hat das Dekanat „den Auftrag, das kirchliche Leben in der Region zu gestalten und so das Evangelium in seinem Bereich zu bezeugen. Es dient der Erfüllung gemeinsamer Aufgaben, der Förderung der Zusammenarbeit und dem missionarischen Wirken in der Welt. Das Dekanat trägt Verantwortung für die Entwicklung der kirchlichen Handlungsfelder in seinem Gebiet und fördert neue kirchliche Arbeit in seinem Gebiet.“ Zu den wesentlichen Aufgaben, die das Dekanat organisiert, gehören die Jugendarbeit, die Familienbildung, die Öffentlichkeitsarbeit und die Kirchenmusik.
Leitungsorgane des Dekanats sind die Dekanatssynode, der Dekanatssynodalvorstand und der Dekan. Vorstand und Dekan werden von der Dekanatssynode gewählt.
Seit 1. Januar 2022 bestehen in der EKHN 25 Dekanate.
| Propstei Nord-Nassau Biedenkopf-Gladenbach Dekanat an der Dill Dekanat an der Lahn Westerwald                 | Propstei Oberhessen Büdinger Land Gießen Gießener Land Vogelsberg Wetterau                                  | Propstei Rhein-Main Frankfurt am Main und Offenbach Hochtaunus Kronberg Rheingau-Taunus Wiesbaden |
| Propstei Rheinhessen und Nassauer Land Alzey-Wöllstein Ingelheim-Oppenheim Mainz Nassauer Land Worms-Wonnegau | Propstei Starkenburg Bergstraße Darmstadt Dreieich-Rodgau Groß-Gerau-Rüsselsheim Odenwald Vorderer Odenwald |                                                                                                   |

1968 gab es 60 Dekanate, von denen einige zusammengelegt bzw. neu gegliedert wurden, unter anderem mit dem Inkrafttreten des von der Herbstsynode 2000 beschlossenen Dekanatsstrukturgesetzes. Zum 1. Januar 2014 schlossen sich die damaligen vier Frankfurter Dekanate zu einem gemeinsamen Stadtdekanat zusammen. Weitere Neuordnungen der Dekanate hat die Kirchensynode im November 2013 beschlossen, um die Zahl der Dekanate mittelfristig auf 25 zu reduzieren. Zum 1. Januar 2016 wurden die Dekanate Biedenkopf und Gladenbach, Dillenburg und Herborn, Diez, Nassau und St. Goarshausen, Bad Schwalbach und Idstein, Büdingen, Nidda und Schotten sowie Groß-Gerau und Rüsselsheim zusammengelegt, zum 1. Januar 2018 die Dekanate Bad Marienberg und Selters. Zum 1. Januar 2019 folgte die Vereinigung der Dekanate Alsfeld und Vogelsberg, Ingelheim und Oppenheim sowie Offenbach und Frankfurt am Main; das Dekanat Ried wurde aufgelöst und seine Gemeinden in die Dekanate Groß-Gerau-Rüsselsheim und Bergstraße eingegliedert. Mit dem 1. Januar 2020 fusionierten die Dekanate Alzey und Wöllstein, mit dem 1. Januar 2021 die Dekanate Dreieich und Rodgau. Schließlich fusionierten die Dekanate Runkel und Weilburg (als Dekanat an der Lahn), Grünberg, Hungen und Kirchberg (als Dekanat Gießener Land) sowie Darmstadt-Land und Darmstadt-Stadt zum 1. Januar 2022.

### Kirchengemeinden
Die 1056 Kirchengemeinden bilden derzeit 25 Dekanate (Stand 2025). Ihre Zahl veränderte sich über die Jahre erheblich. Bis in die siebziger Jahre stieg sie, vor allem in den Städten, durch Teilung oder Neuerrichtung von Kirchengemeinden an. Seit etwa 1990 schließen sich Gemeinden zunehmend wieder zusammen. Hierdurch soll erreicht werden, dass auch in Zeiten zurückgehender Gemeindegliederzahlen und rückläufiger Zuweisungen aus Kirchensteuermitteln die Handlungsfähigkeit beibehalten bleibt.

## Zentren
Die Evangelische Kirche in Hessen und Nassau hat fünf Zentren und ein Institut eingerichtet, die der Förderung der inhaltlichen Arbeit der Kirchlichen Arbeitsgebieten und Handlungsfelder dienen. Die Zentren unterstützen und beraten die Kirchenleitung, die Dekanate und Kirchengemeinden. Sie erstellen Arbeitsmaterialien und Expertisen. Die Zentren gehören zum Dezernat 1 – Kirchliche Dienste – der Kirchenverwaltung.
- Institut für Personalberatung und Supervision (IPOS) – Friedberg
- Zentrum Seelsorge und Beratung (ZSB) – Darmstadt
- Zentrum Bildung der EKHN – Darmstadt
- Zentrum Oekumene der EKHN und der EKKW – Frankfurt mit Regionalstelle in Kassel
- Zentrum Verkündigung der EKHN – Frankfurt
- Zentrum Gesellschaftliche Verantwortung – Mainz

## Gesangbücher
Wie in den übrigen Gliedkirchen der Evangelischen Kirche in Deutschland ist in der Evangelischen Kirche in Hessen und Nassau das Evangelische Gesangbuch von 1993 in Gebrauch. Die Lieder im Regionalteil (ab Lied Nr. 536) wurden gemeinsam mit der Evangelischen Landeskirche von Kurhessen-Waldeck festgelegt.
Evangelisches Gesangbuch – Ausgabe für die Evangelische Kirche in Hessen und Nassau, Frankfurt am Main, 1993. Auf Beschluss der 8. Kirchensynode der Evangelischen Kirche in Hessen und Nassau vom 3. Dezember 1993 herausgegeben; eingeführt im Oktober 1994.
Davor waren unter anderem folgende Gesangbücher in Gebrauch:
Gemeinsame Landeskirche
Evangelisches Kirchengesangbuch, Ausgabe für die Evangelische Kirche in Hessen und Nassau, Darmstadt, 1950, hrsg. auf Beschluss der Ersten Kirchensynode der Evangelischen Kirche in Hessen und Nassau vom 14. April 1950.
Hessen-Darmstadt
Hessen-Darmstädtisches allgemeines Gesang-Buch auf Höchste Landesfürstliche Verordnung hrsg. im Jahr 1788.
Allgemeines Evangelisches Gesangbuch für das Großherzogthum Hessen, Darmstadt, eingeführt 1825.
Gesangbuch für die Evangelische Kirche im Großherzogtum Hessen, Darmstadt, 1880 bzw. mit dem Titel „Gesangbuch der Evangelischen Landeskirche Nassau-Hessen für Hessen“.
Nassau
Gesangbuch für die evangelisch-christlichen Einwohner des Herzogthums Nassau bzw. mit dem Titel „Gesangbuch für die evangelisch-christliche Kirche in Nassau“.
Evangelisches Gesangbuch herausgegeben von der Bezirkssynode Wiesbaden, Wiesbaden, 1895 bzw. mit späteren Titeln Gesangbuch für die Evangelische Landeskirche in Nassau und Evangelische Landeskirche Nassau-Hessen: Gesangbuch für den Bereich der bisherigen Evangelischen Landeskirche in Nassau.
Frankfurt am Main
Frankfurtisches neues Gesangbuch zur Beförderung der öffentlichen und häuslichen Andacht, Frankfurt am Main, 1788.
Gesangbuch für den öffentlichen Gottesdienst der evangelisch-protestantischen Gemeinden der freien Stadt Frankfurt, Frankfurt am Main, 1825 eingeführt für beide Konfessionen, ab 1867 mit einem Anhang.
Frankfurter Evangelisches Gesangbuch, Frankfurt am Main, 1881.
Frankfurter Evangelisches Gesangbuch, Frankfurt am Main, 1927, eingeführt aufgrund des Kirchengesetzes der Landeskirchenversammlung der Evang. Landeskirche Frankfurt am Main vom 26. November 1926 am 22. Januar 1927.

## Beteiligungen
Mit 5,5 % der Anteile ist die Evangelische Kirche in Hessen und Nassau an der Klinikgruppe Agaplesion mit Sitz in Frankfurt am Main beteiligt.